# Mexico International 1989
Die Mexico International 1989 im Badminton fanden Ende November 1989 statt.

## Sieger und Platzierte
| Disziplin    | Gold                      | Silber                              | Bronze                               |
| ------------ | ------------------------- | ----------------------------------- | ------------------------------------ |
| Herreneinzel | John Goss                 | Chris Jogis                         | Gustavo Salazar                      |
| Herreneinzel | John Goss                 | Chris Jogis                         | Bryan Blanshard                      |
| Dameneinzel  | Doris Piché               | Marie-Helene Loranger               | Heather Poole                        |
| Dameneinzel  | Doris Piché               | Marie-Helene Loranger               | Chantal Jobin                        |
| Herrendoppel | Chris Jogis Benny Lee     | Gustavo Salazar Federico Valdez     | Mike Bitten Bryan Blanshard          |
| Herrendoppel | Chris Jogis Benny Lee     | Gustavo Salazar Federico Valdez     | Jaimie Dawson John Goss              |
| Damendoppel  | Chantal Jobin Doris Piché | Marie-Helene Loranger Heather Poole | Linda Safarik-Tong Erika Von Heiland |
| Damendoppel  | Chantal Jobin Doris Piché | Marie-Helene Loranger Heather Poole | Chris Black Russell Black            |
| Mixed        | Mike Bitten Doris Piché   | John Goss Chantal Jobin             | Federico Valdez Gloria Jiménez       |
| Mixed        | Mike Bitten Doris Piché   | John Goss Chantal Jobin             | Jaimie Dawson Heather Poole          |